# Bdallophytum andrieuxii
Bdallophytum andrieuxii là một loài thực vật có hoa trong họ Cytinaceae. Loài này được (Hemsl.) Eichler mô tả khoa học đầu tiên năm 1872.